# Rainer Devens

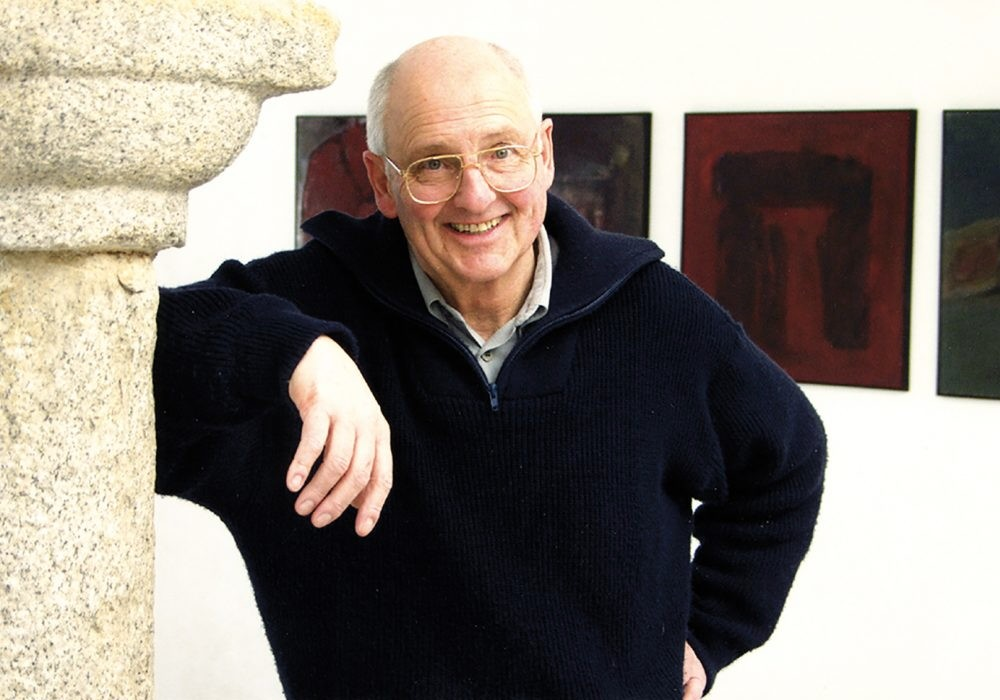
Rainer Devens 2013

Rainer Devens (* 17. Januar 1938 in Breslau, Schlesien) ist ein deutscher Maler und Zeichner. Er lebt seit über 50 Jahren in Wasserburg am Inn in Bayern.

## Leben

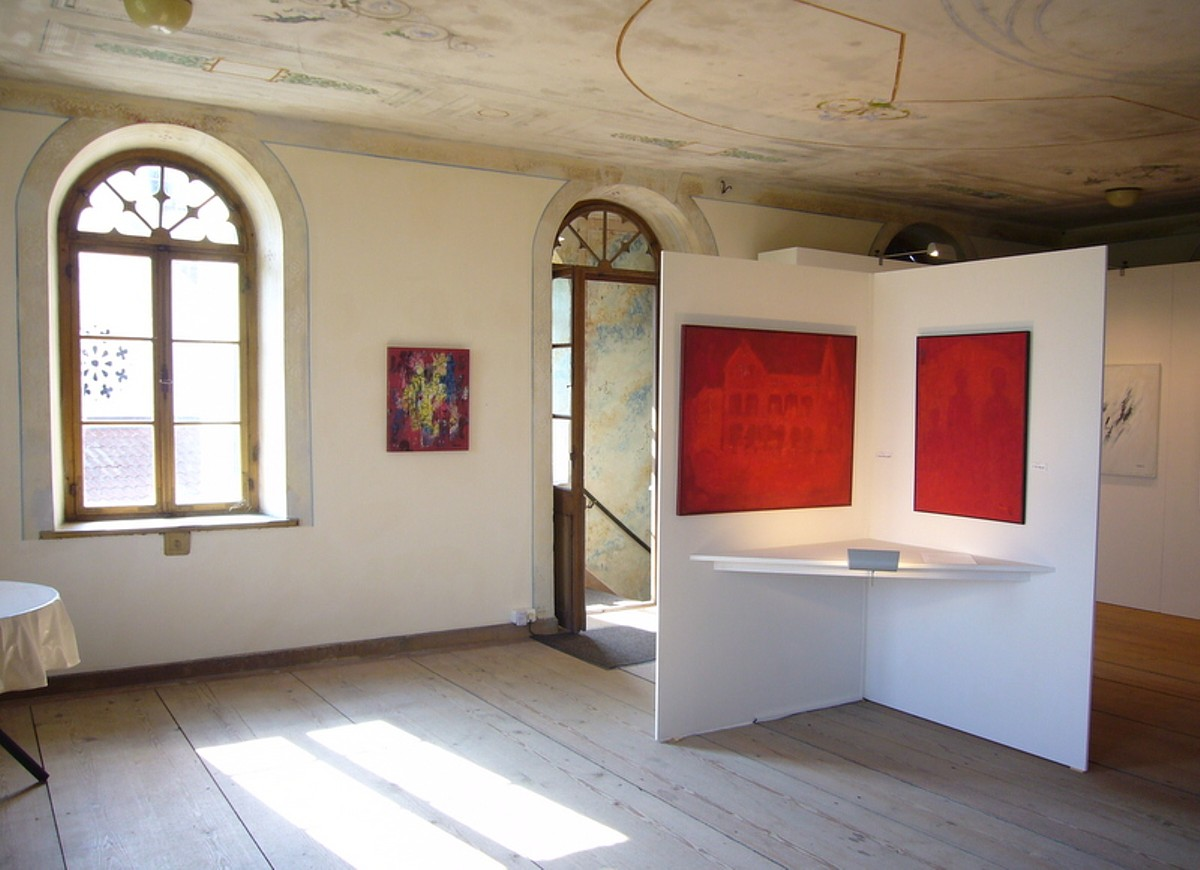
Tanzsaal Gut Straß

Rainer Devens wurde 1938 im schlesischen Breslau geboren. 1945 flohen seine Eltern mit ihm nach Bachmehring bei Wasserburg in Bayern. Von Kindheit an malte und zeichnete Devens. Er besuchte in Wasserburg das Gymnasium und machte anschließend eine handwerkliche Ausbildung. Später ging er einer kaufmännischen Erwerbstätigkeit nach. Seine künstlerische Laufbahn begann er um 1972 als Autodidakt im Selbststudium Bildende Kunst. Seit 1982 ist Devens Mitglied der Künstlergemeinschaft Arbeitskreis 68 (AK68) in Wasserburg. Ab 1983 zeigte er seine Arbeiten in Einzel- und Gruppenausstellungen. Zwischen 1989 und 2001 war er im AK68 als Vorstandsmitglied tätig. Gelegentlich engagierte er sich als Jury-Mitglied.
2001 richtete sich Devens ein Atelier im Gut Straß bei Wasserburg ein, wo er auch heute noch Ausstellungen veranstaltet. Er war von 2009 bis 2010 maßgeblich an der Instandsetzung und Einrichtung des historischen Tanzsaales in Gut Straß beteiligt. In diesen Räumlichkeiten sind heute auch seine Gemälde zu sehen.

## Werk

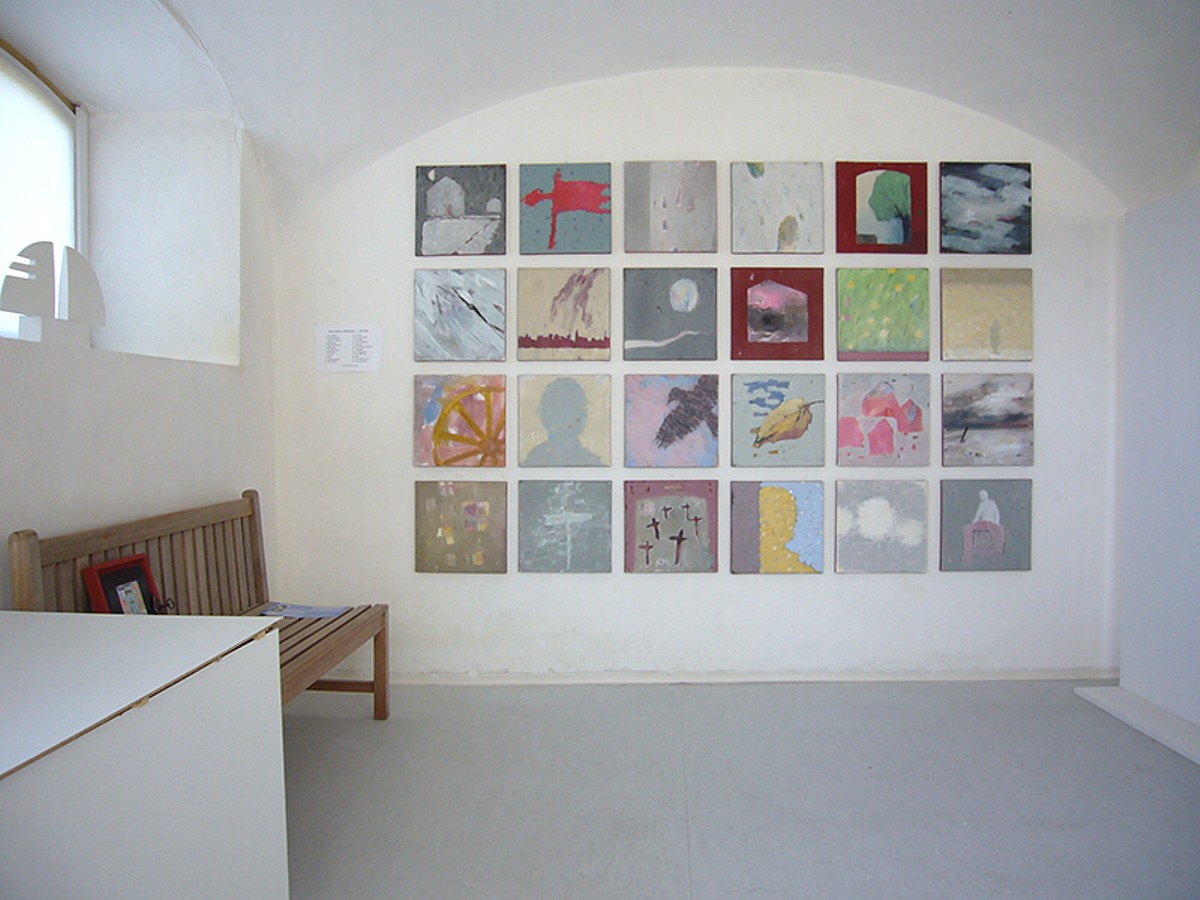
Atelier Gut Straß mit den Gemälden zu Schuberts Winterreise

Ausgehend von Landschafts- und Stadtansichten widmete sich Devens seit den 1980er Jahren verstärkt dem Sujet Haus. Seine Gedanken setzt er in oftmals ausschnitthafte Motive um. In seinen Gemälden und Zeichnungen vermittelt er auch einen Einblick in die Geschichte von Haus und Stadt. Seine Werke lassen nicht nur einzelne Wasserburger Gebäude und Fassaden erkennen, sondern veranschaulichen auch die typische Inn-Salzach-Bauweise und den mittelalterlichen Städtebau, für den die Stadt Wasserburg beispielhaft ist. Dazu erschien im Jahr 2000 sein Malerbuch mit dem Titel Wasserburger Häuser mit Bildern und Texten.
Seit den 2000er Jahren beschäftigt sich Devens in seinem Werkzyklus Hausgedanken in zunehmend abstrakteren und symbolhaften Gemälden mit dem Verhältnis von Haus und Mensch. In den Bildern wird die vielschichtige Bedeutung des Hauses für den Menschen als erster und letzter Ort, als Heim und Käfig, als Rückzugsort, aber auch als Bühne behandelt. Seine Werke beschreiben die Spannung zwischen Individuum und Gesellschaft, die sich auch in der Architektur widerspiegelt. Bei vielen Gemälden wählte Devens dafür die Farbe Rot mit ihren warmen Tönungen und ermöglichte dadurch gelegentlich einen Blick in das Innerste der Häuser.
Sein breit gefächertes Werk umfasst dazu auch die Porträtkunst in Zeichnung und Gemälde und die Darstellung von Technikdetails. Daneben versucht er, Musik und ihre Wirkung bildhaft zu machen. 2008 schuf er die Bilderreihe Winterreise zu Franz Schuberts gleichnamigen Liederzyklus. Devens betätigt sich auch als Skulpteur und beteiligte sich mit seinen Werken Resonanz und Im Forst da wachsen die Häuser an den Skulpturenwegen in Wasserburg und im Ebersberger Forst.
2021 widmete Devens dem Thema Wort und seiner Bedeutungsvielfalt eine Ausstellung in Gut Straß. Die zahlreichen Aspekte des Begriffs transformierte er dabei in Form und Farbe und schuf eine Serie heiterer, ironischer und manchmal auch nachdenklicher Bilder in Acrylfarbe auf Leinwand. Dabei verbildlichte Devens überwiegend abstrakte Begriffe wie Macht, Einfluss, Kommunikation, Kultur und Vergnügen. Daneben stellte er auch Adjektive wie „wortreich“ oder „wortgewaltig“ dar. Anfang 2024 veröffentlichte Devens passend zu seiner Ausstellung ein Kunstbuch mit dem Titel Im Garten der Worte, das Ende Januar im Museum Wasserburg dem kunstinteressierten Publikum im Rahmen einer Matinee vorgestellt wurde.

## Werkauswahl
Porträts

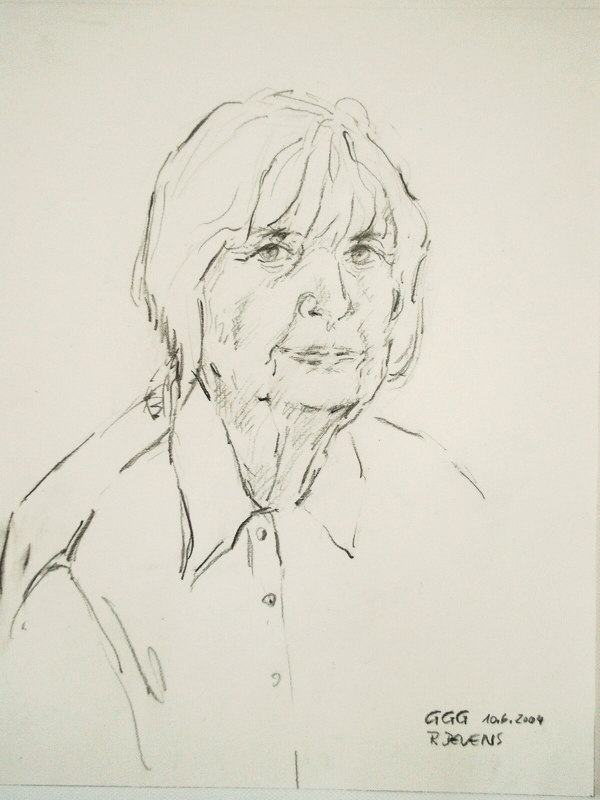
Gertruda Gruber-Goepfertova (2004)
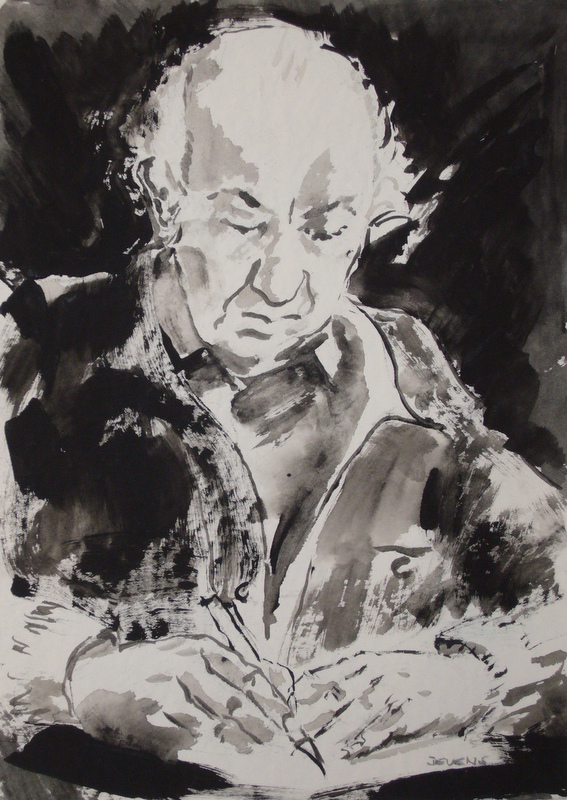
Prof. Georgi Schischkoff (1989)
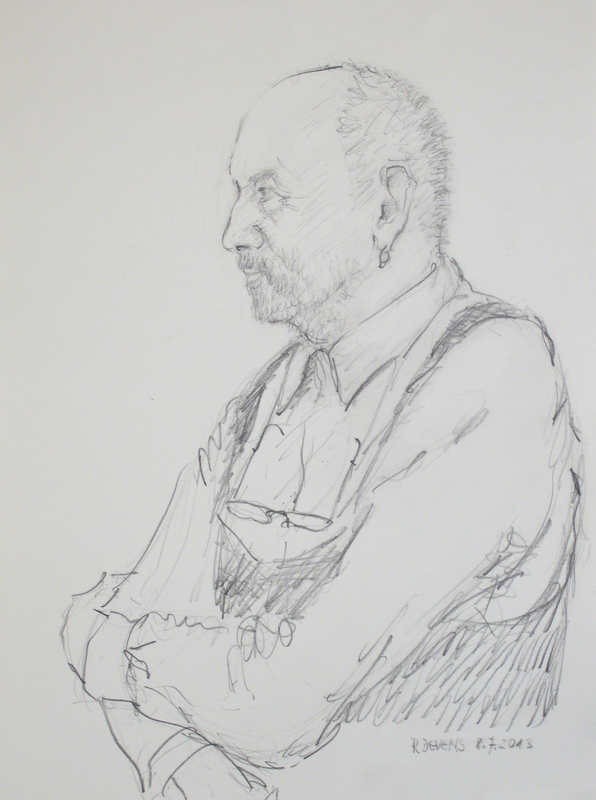
Rudl Endriß (2013)

Wasserburger Häuser

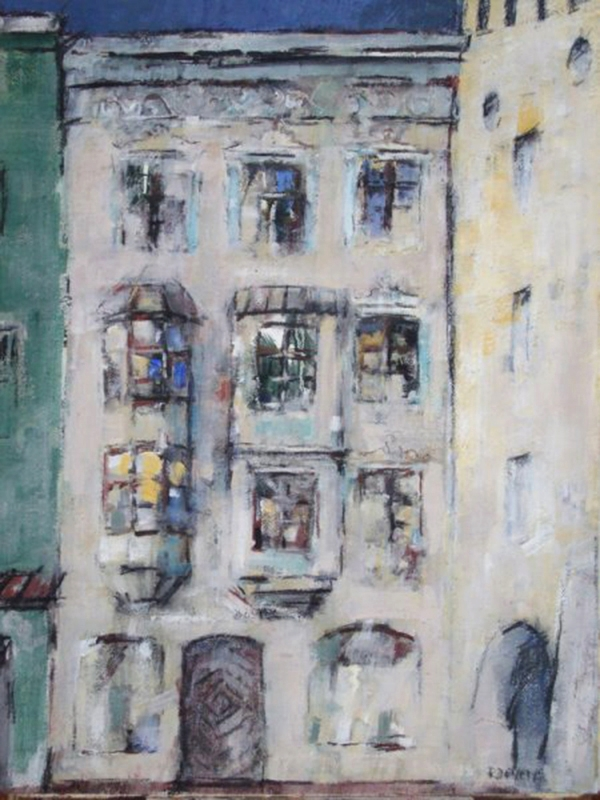
Ganserhaus (2004)
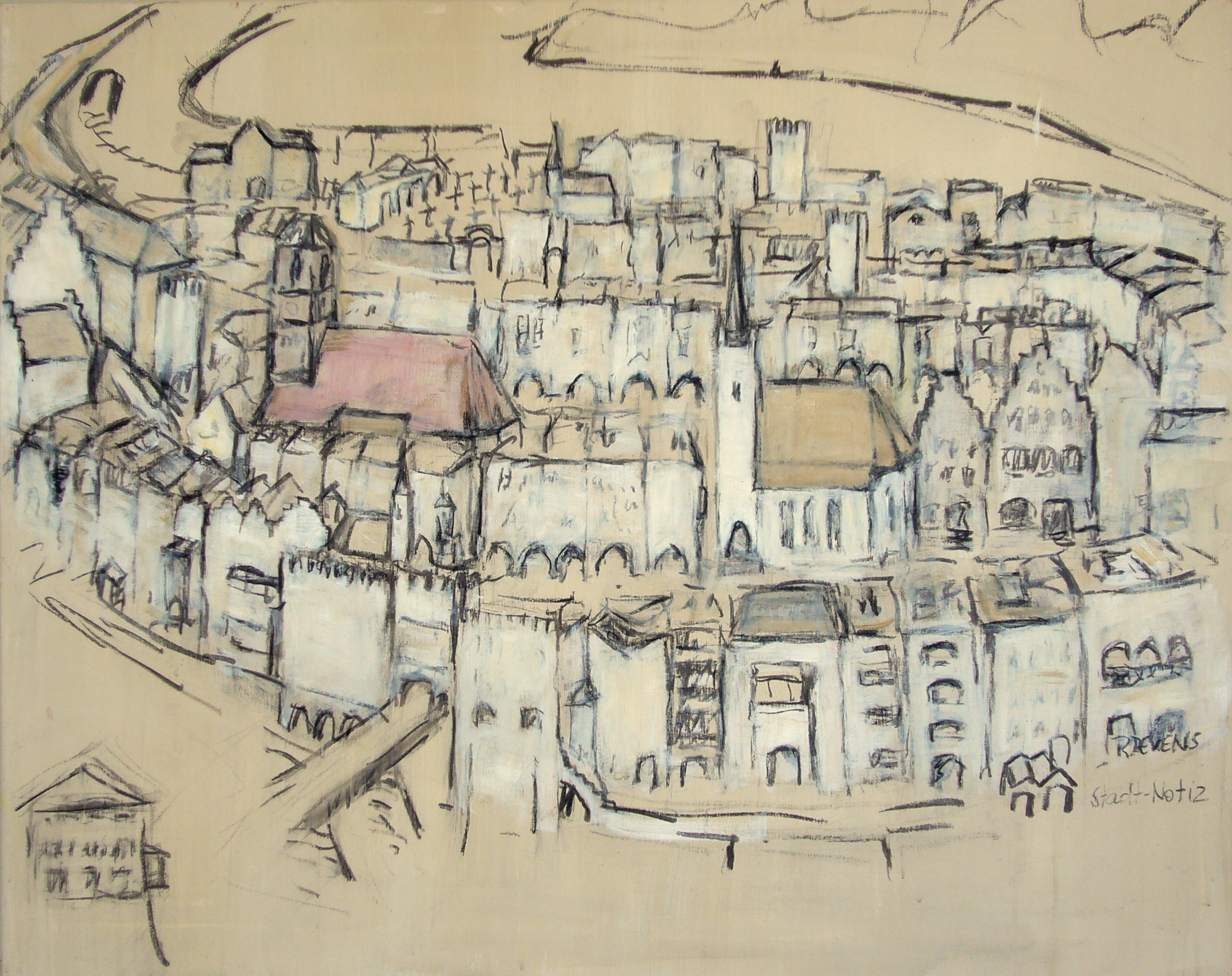
Wasserburg: Stadt-Notiz (2016)
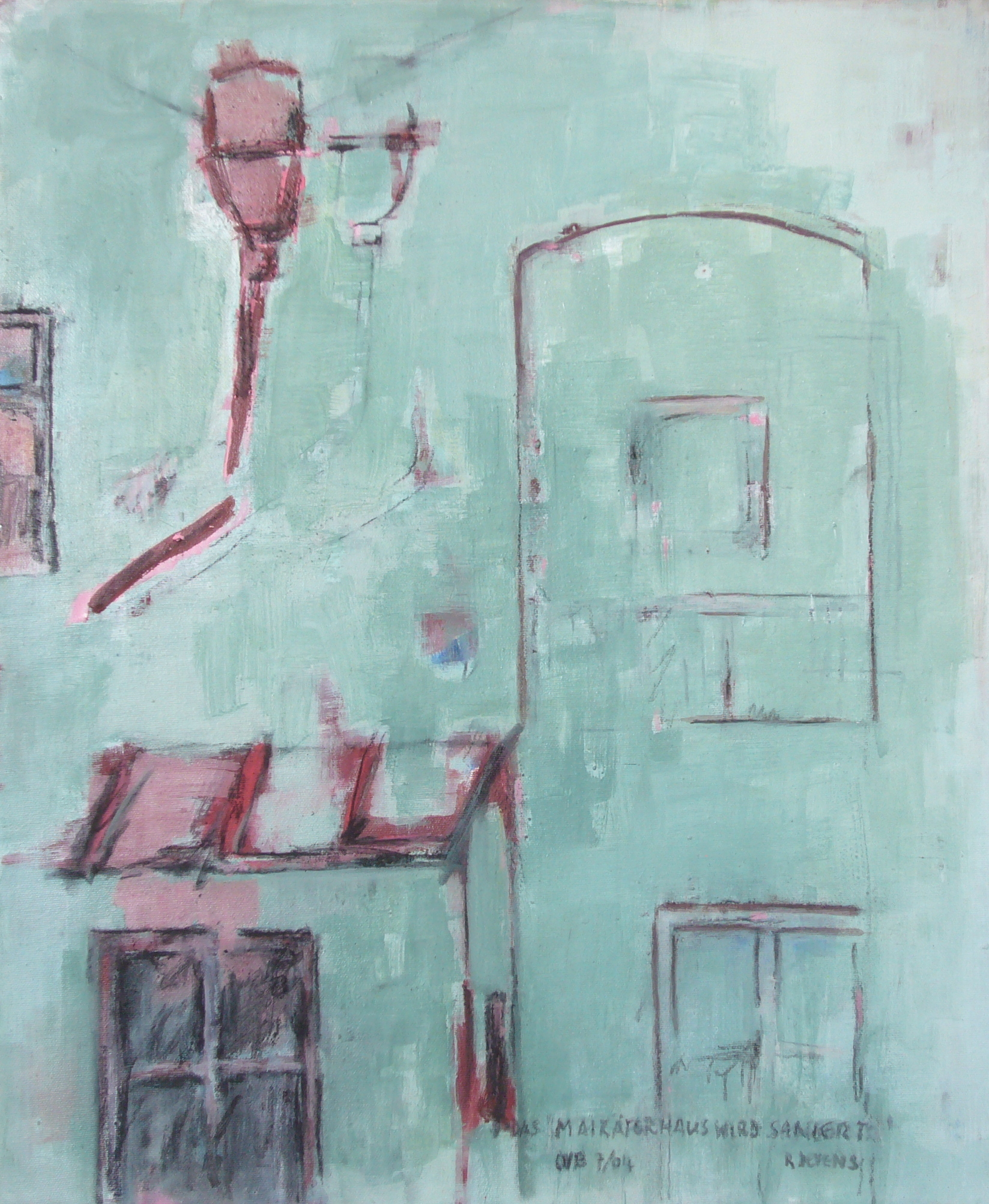
Maikäferhaus (2004)

Hausgedanken

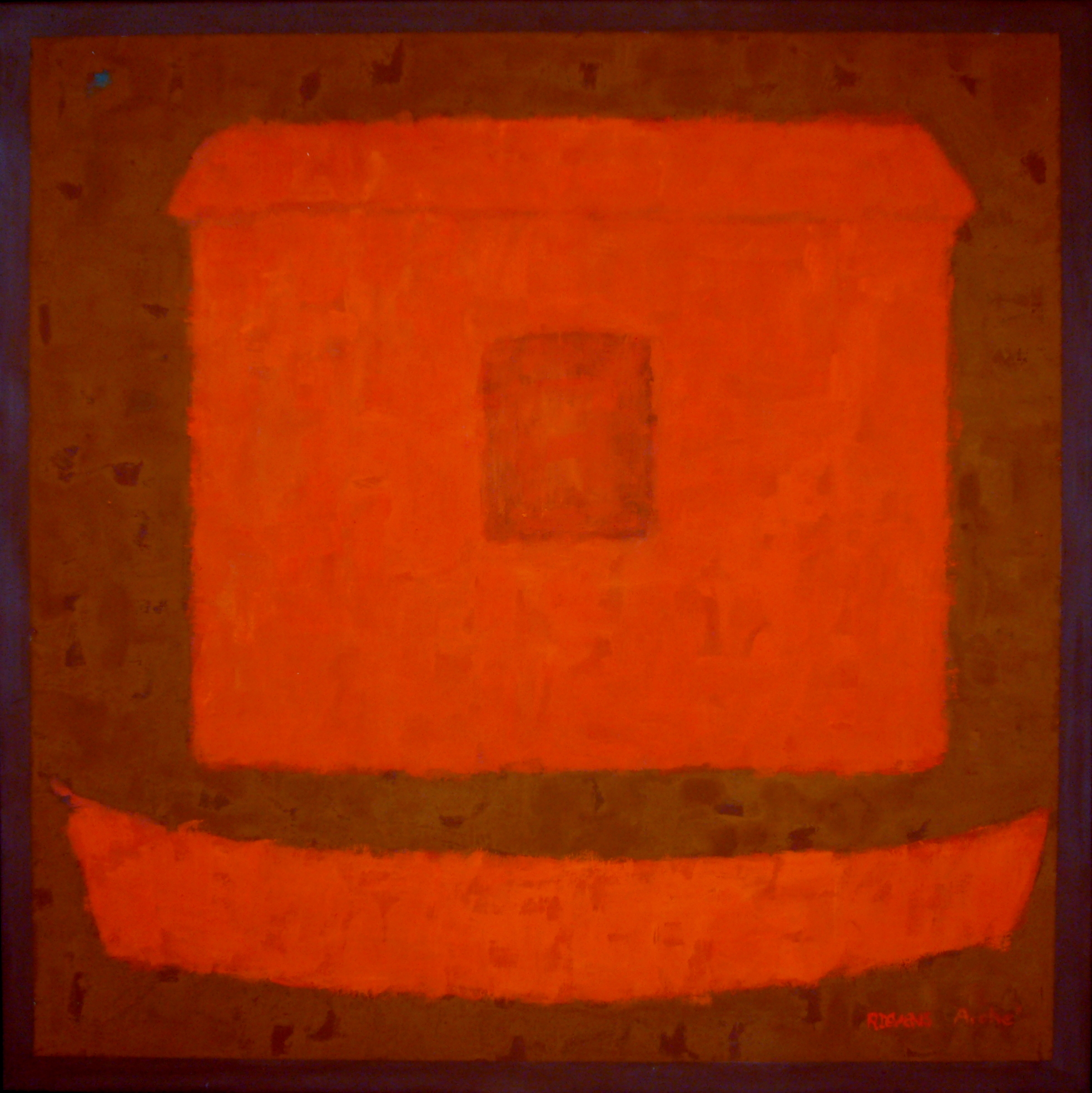
Arche (2016)
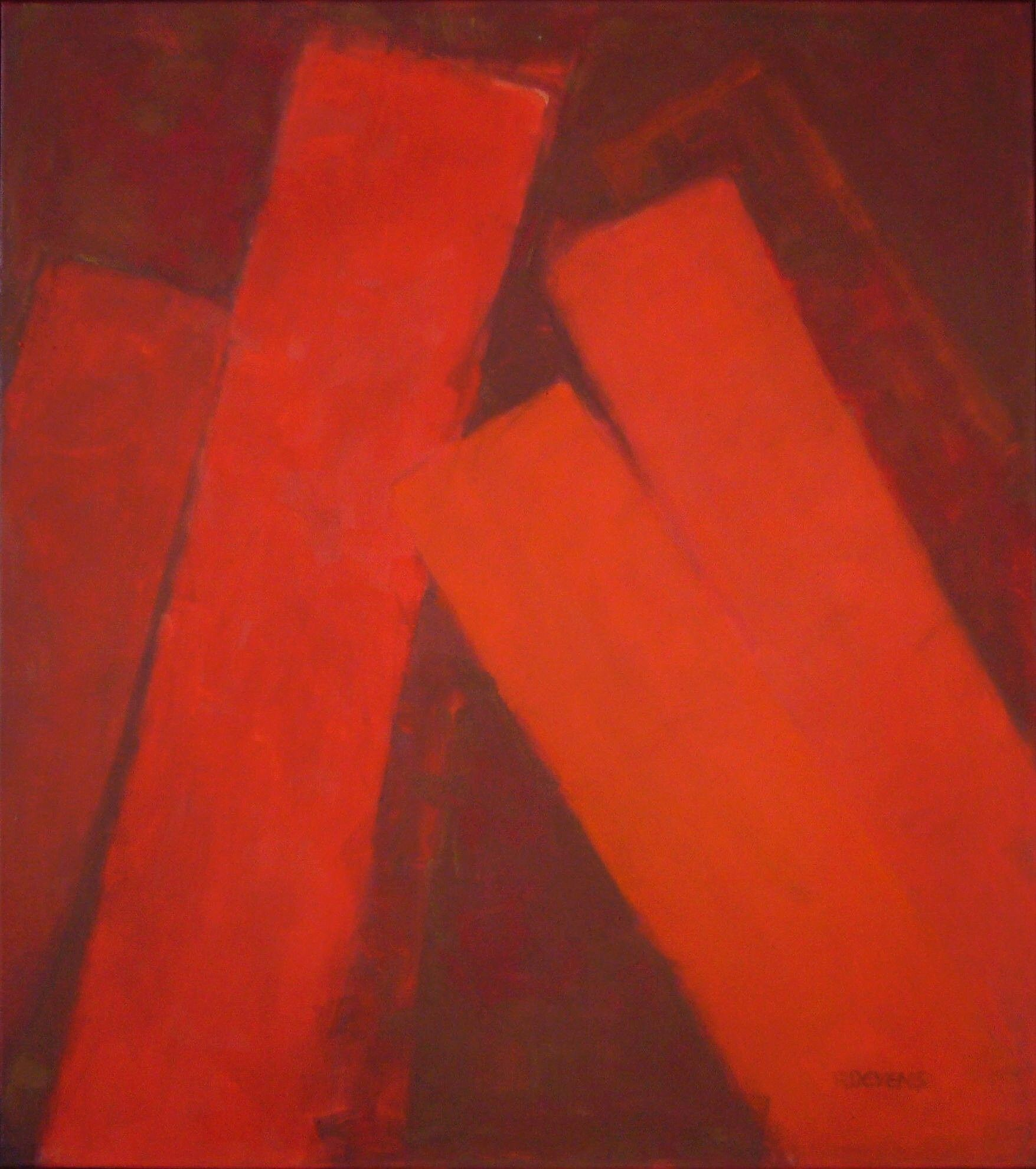
Bauen (2016)
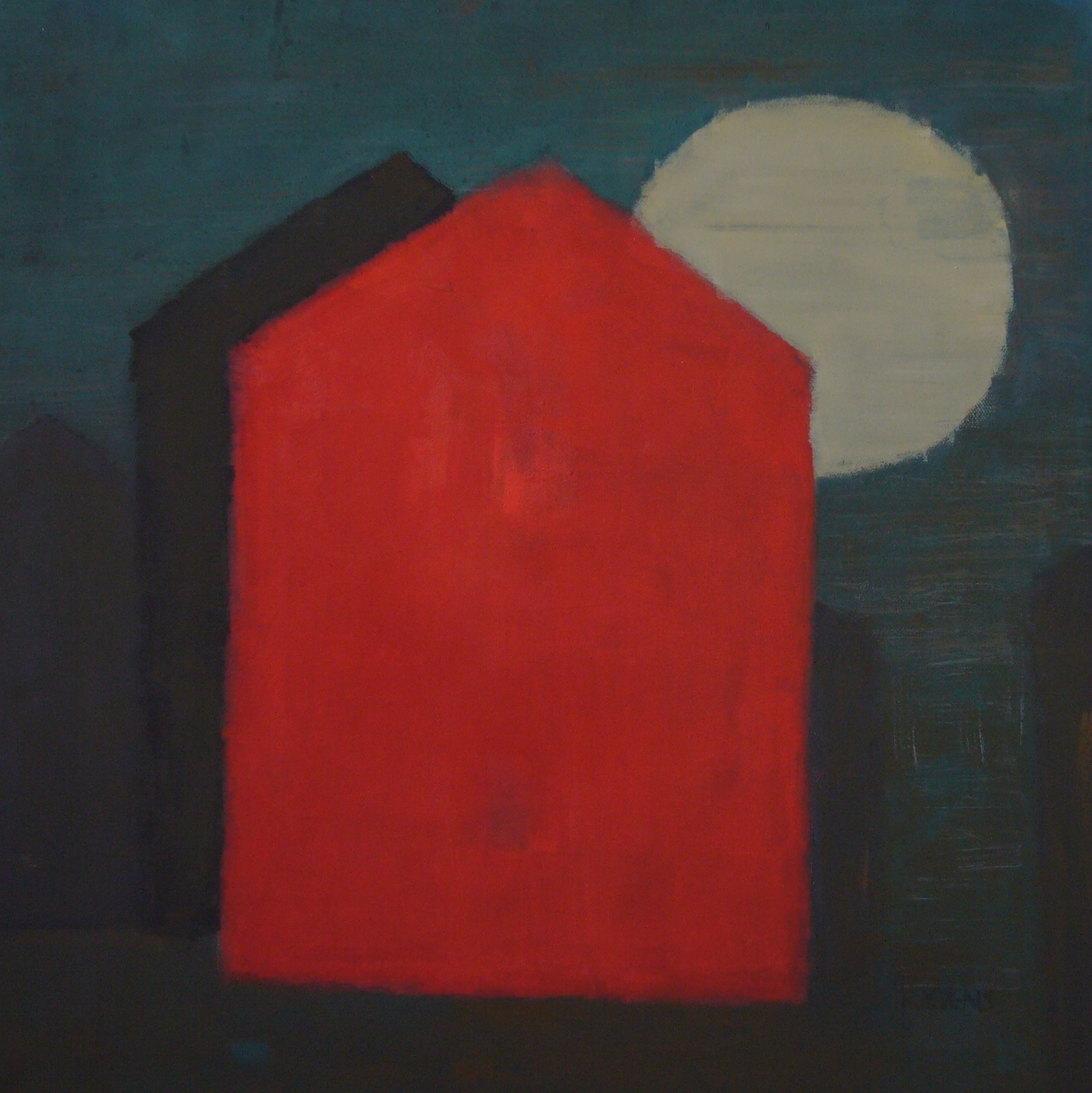
Nachtstück (2015)

Musik

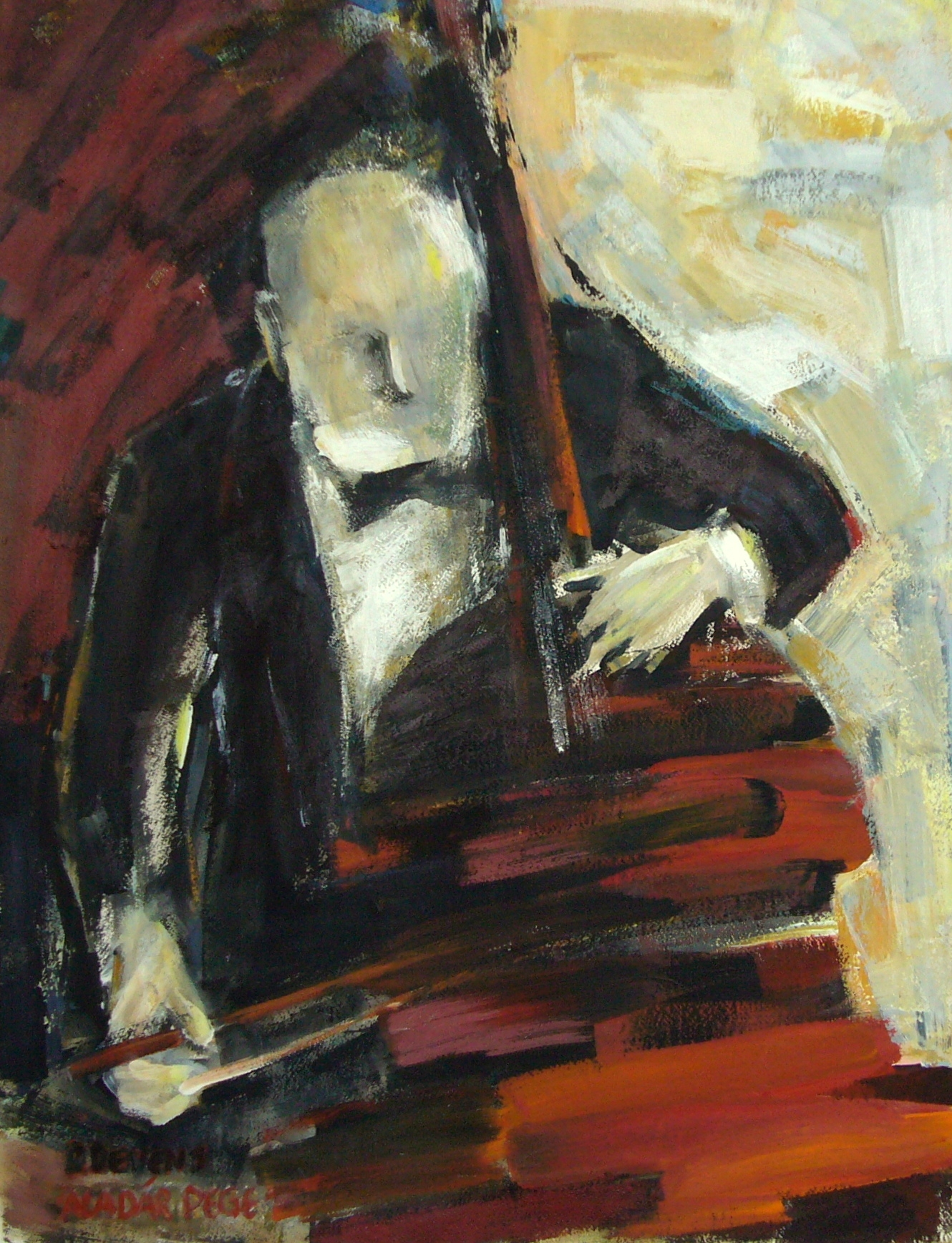
Aladár Pege, Bass (2000)
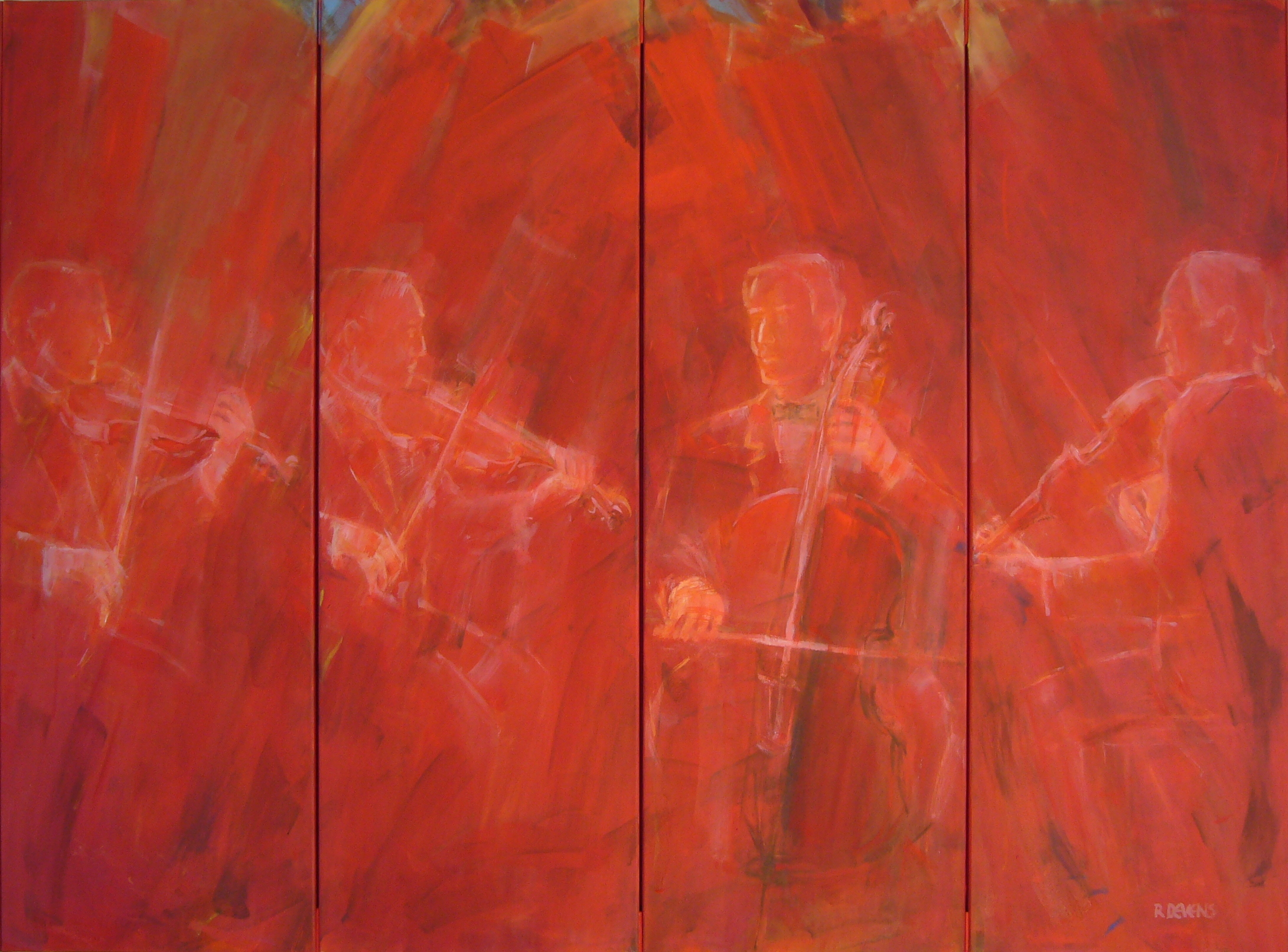
Ludwig van Beethoven: Op. 131 Adagio (2015)
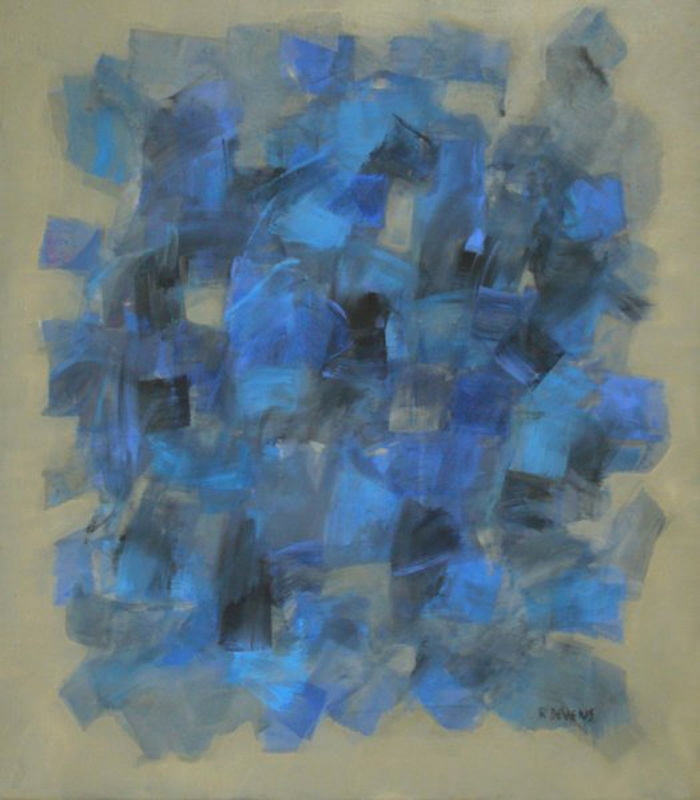
Maurice Ravel: Jeux d’eau (2010)

Worte

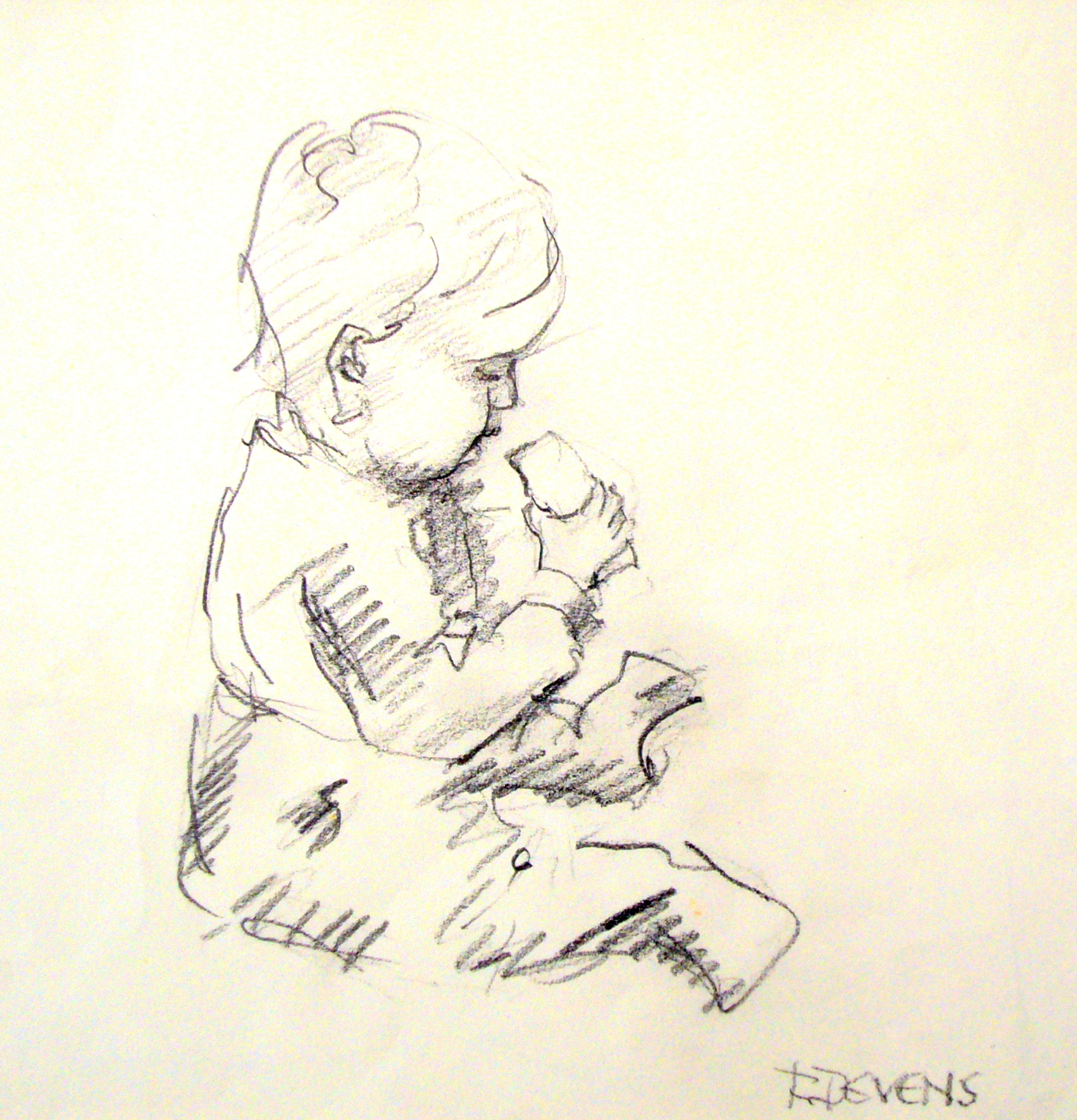
Über das Begreifen (2009)
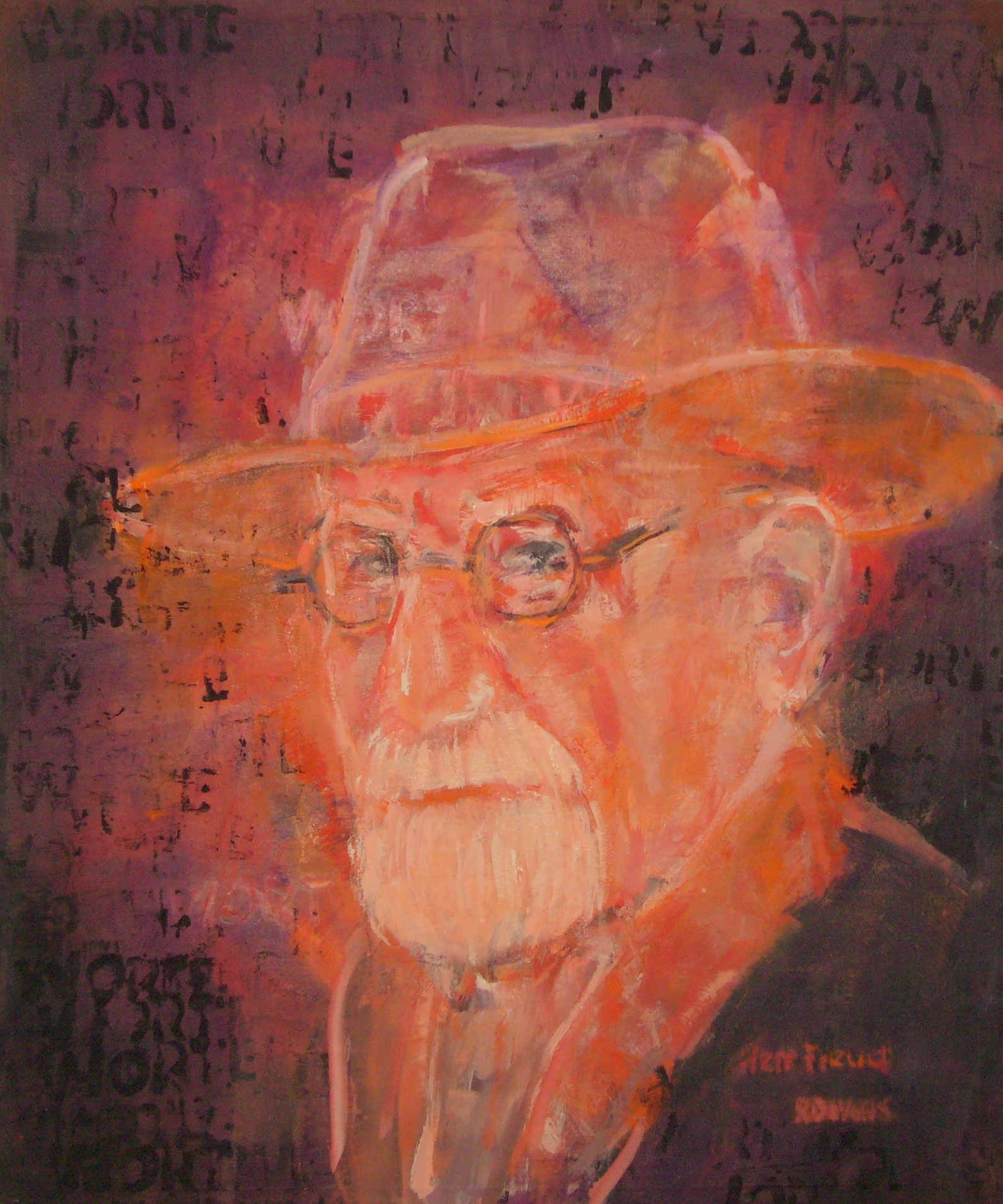
Herr Freud (2021)
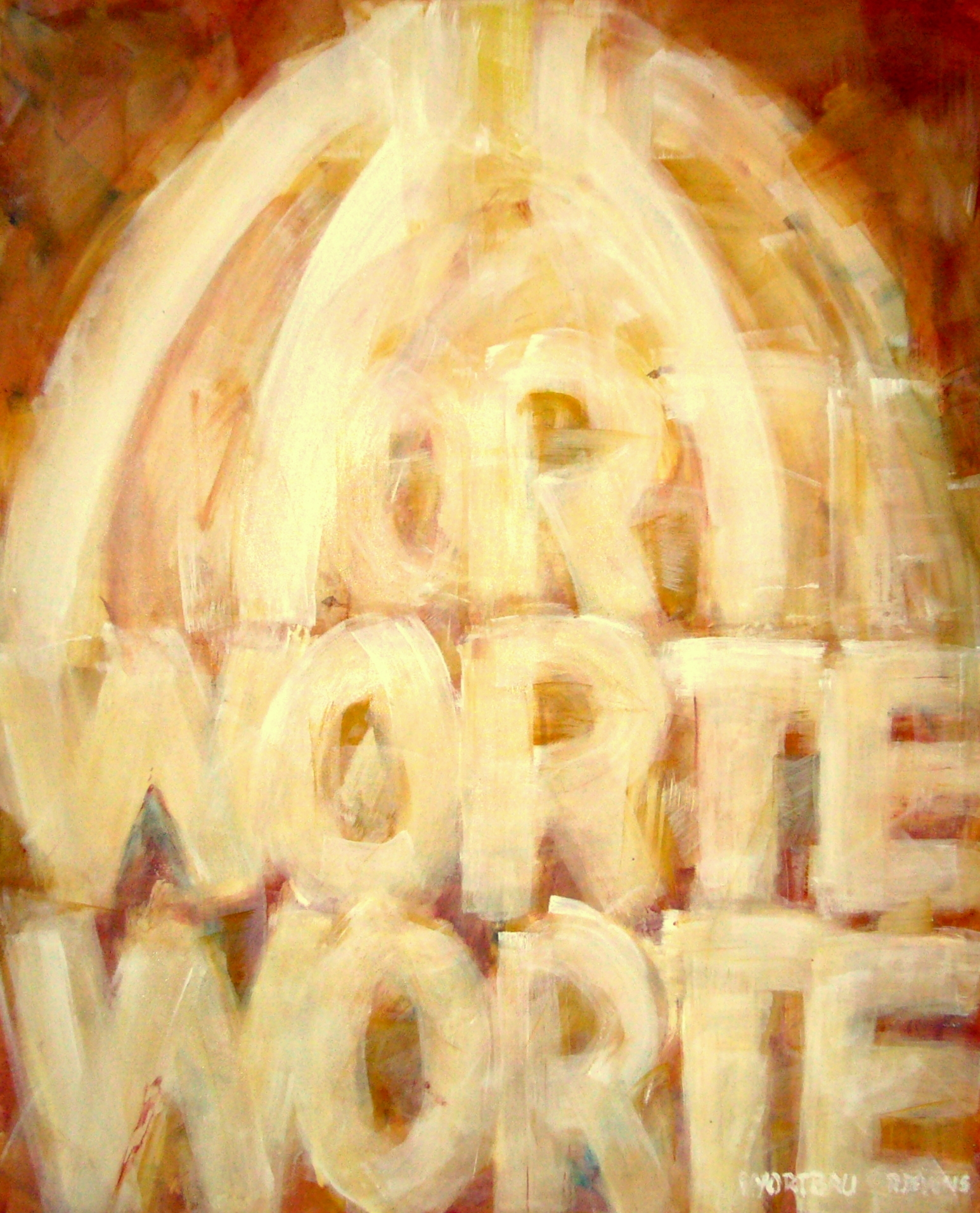
Wortgebäude (2021)

„Man sieht sich“ – Thema mit Variationen

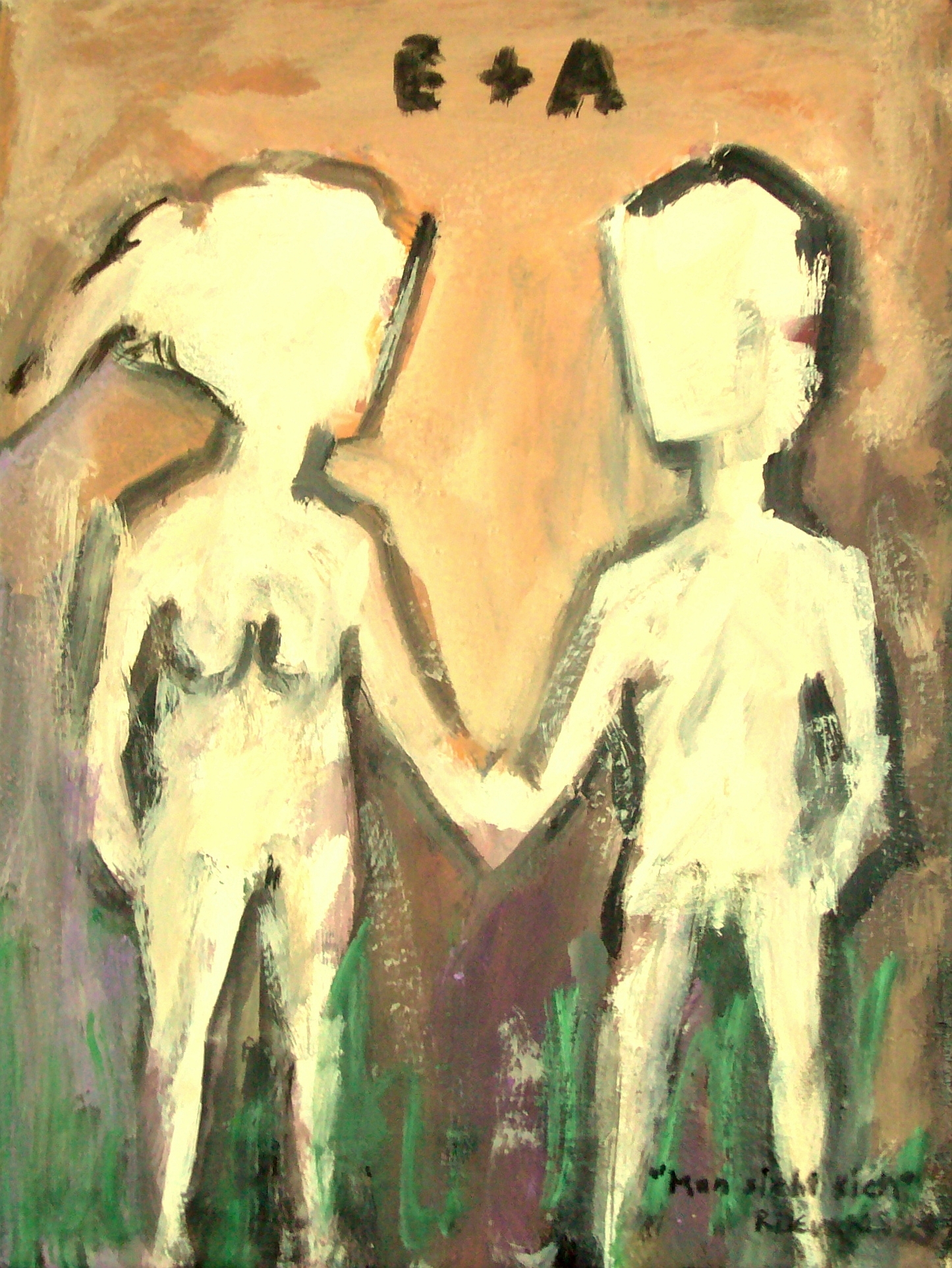
Eva und Adam (2024)
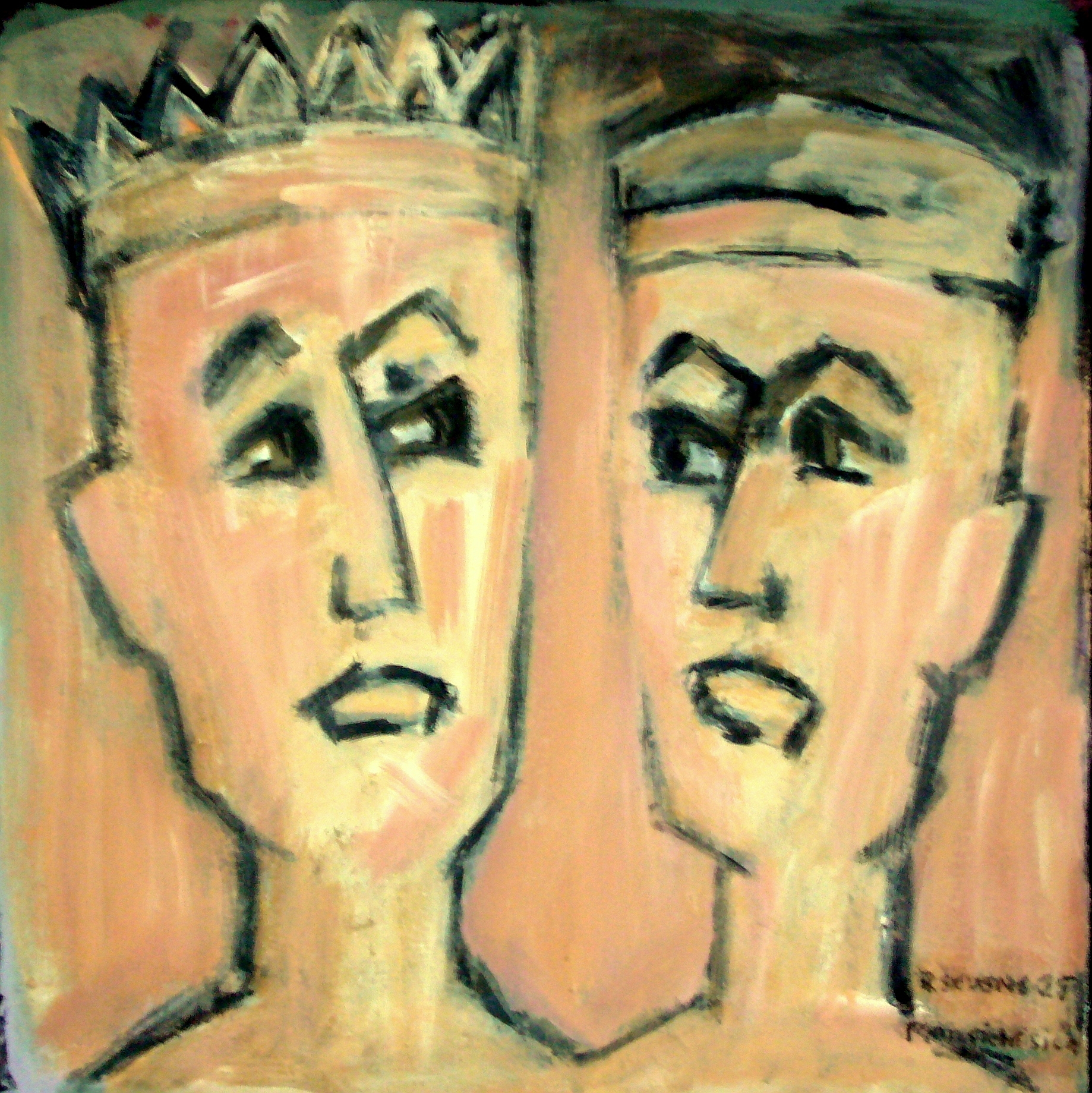
Vater und Sohn (2024)
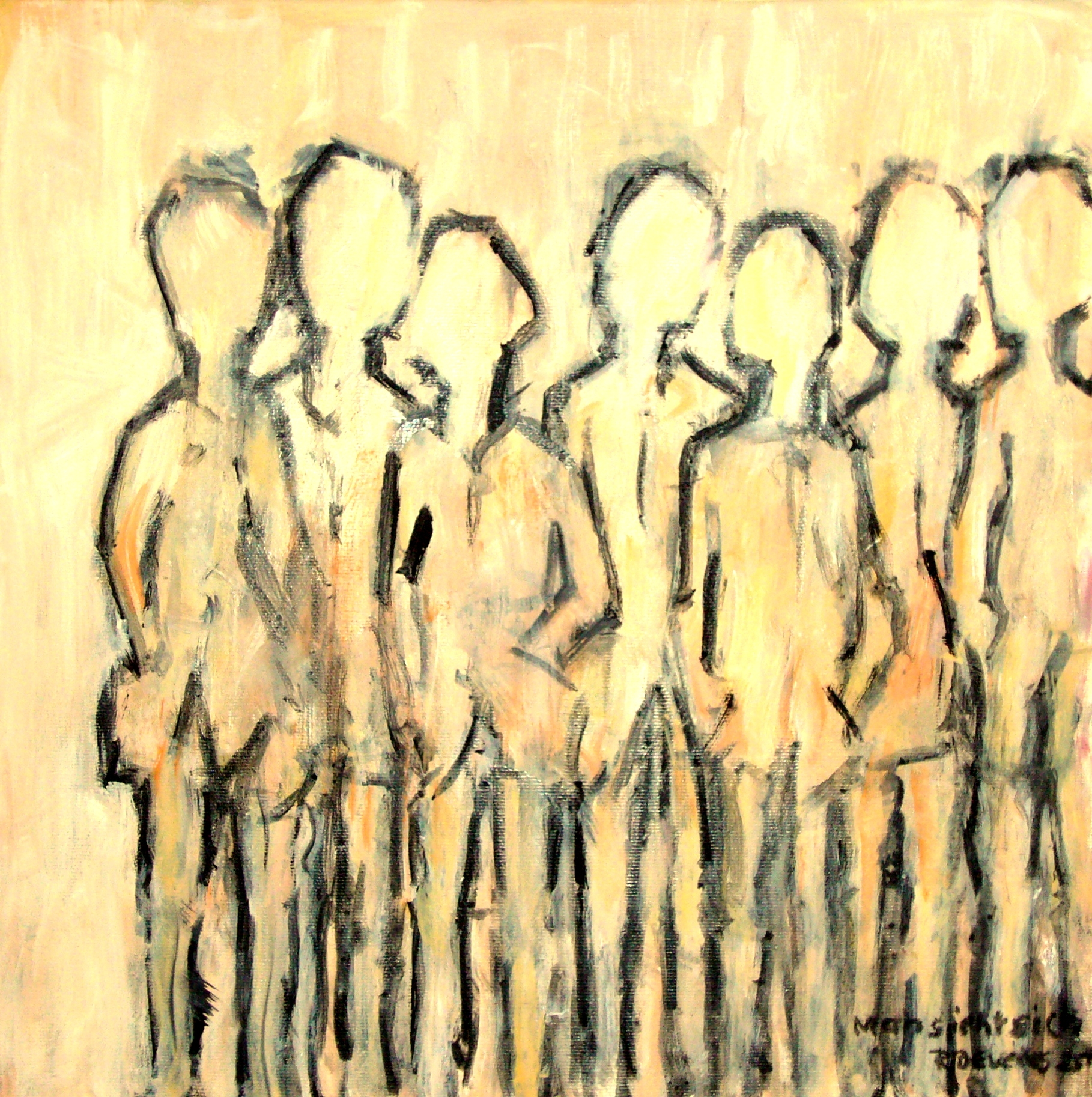
Ansammlung (2024)

## Einzelausstellungen (Auswahl)

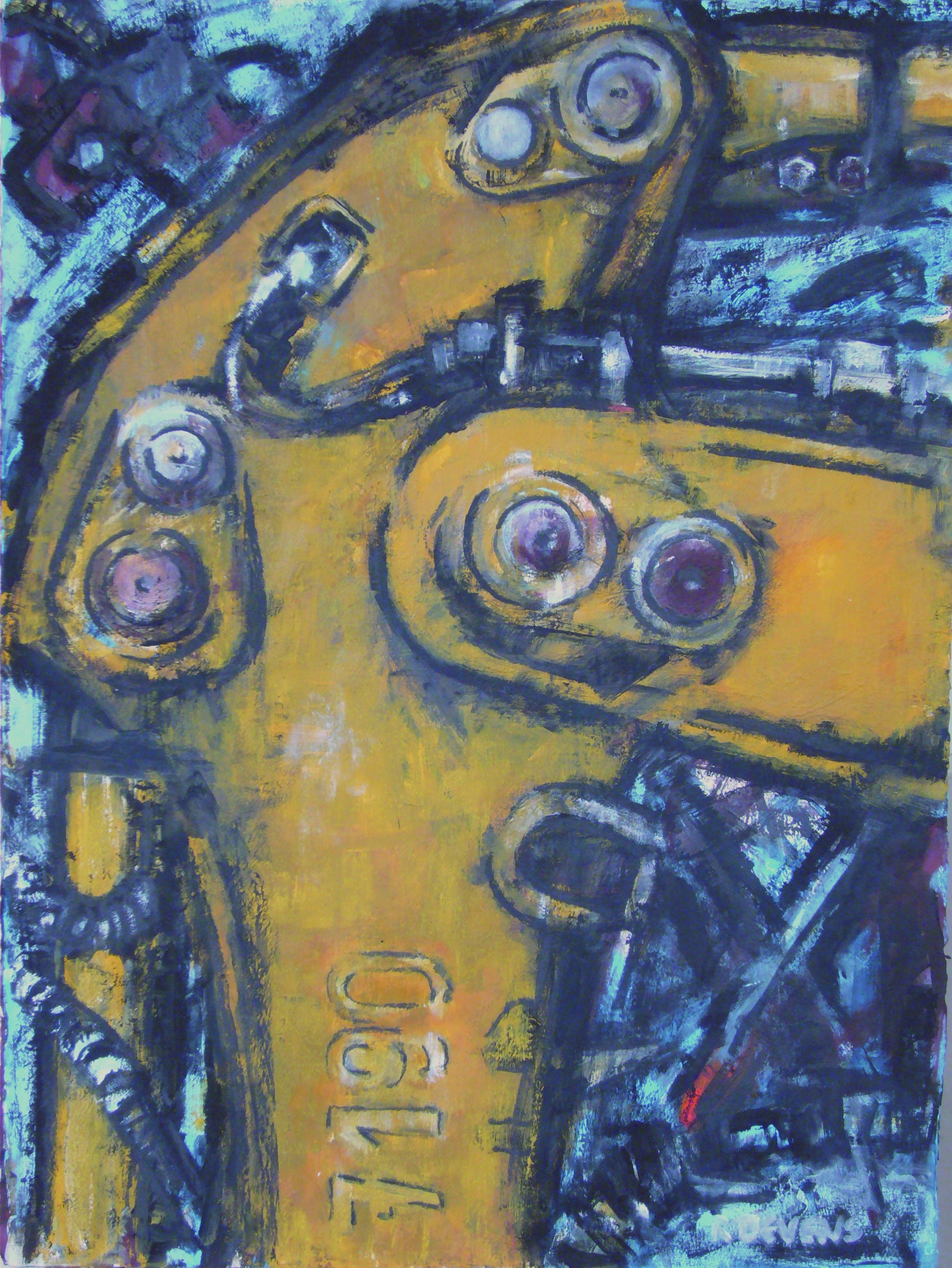
Schweres Gerät (1999)

- 2003: Wasserburg, Galerie im Ganserhaus, Ausstellung Haus mit Katalog.
- 2006: Aschau im Chiemgau, Ausstellung Haus.
- 2006: Burghausen,  Ausstellung Das Haus.
- 2007/2008: Wasserburg, Kapelle Gut Straß, Ausstellung 14 Kreuzwegstationen.[10]
- 2008/2009: Wasserburg, Gut Straß, Ausstellung Winterreise mit 24 Gemälden zum Liederzyklus von Franz Schubert.
- 2009: Wasserburg, Rathaussaal, Schuberts Winterreise in Ton und Bild.[11]
- 2010: Wasserburg, Gut Straß, Themenausstellung Melodie.
- 2011: Kloster Seeon, Ausstellung Ein Menschengesicht.
- 2011/2012: Traunstein, Staatliches Bauamt, Ausstellung Das Haus.
- 2012: Rosenheim, Stadtwerke, Ausstellung Schweres Gerät – Bizeps des modernen Menschen.
- 2012: Wasserburg, Gut Straß, Ausstellung Bilder aus 30 Jahren mit Bildband.
- 2014: Rosenheim, Kleine Werkraumgalerie, Ausstellung Gedanken-Häuser.[12]
- 2016: Wasserburg, Mittelschule, Dauerausstellung Schweres Gerät – Bizeps des modernen Menschen.
- 2016/2017: Wasserburg, Stadtmuseum, Ausstellung Haus und Stadt.[13][14]
- 2017: Rosenheim, Pfarrkirche St. Nikolaus, Ausstellung Ein Menschengesicht. 14 Kreuzwegstationen mit Meditationstexten von Odilo Lechner.[15]
- 2021: Wasserburg, Gut Straß, Ausstellung WORTE WORTE ein Zyklus mit Lesungen vom Wasserburger Schauspieler Helge Leuchs.[16]

## Gruppenausstellungen (Auswahl)

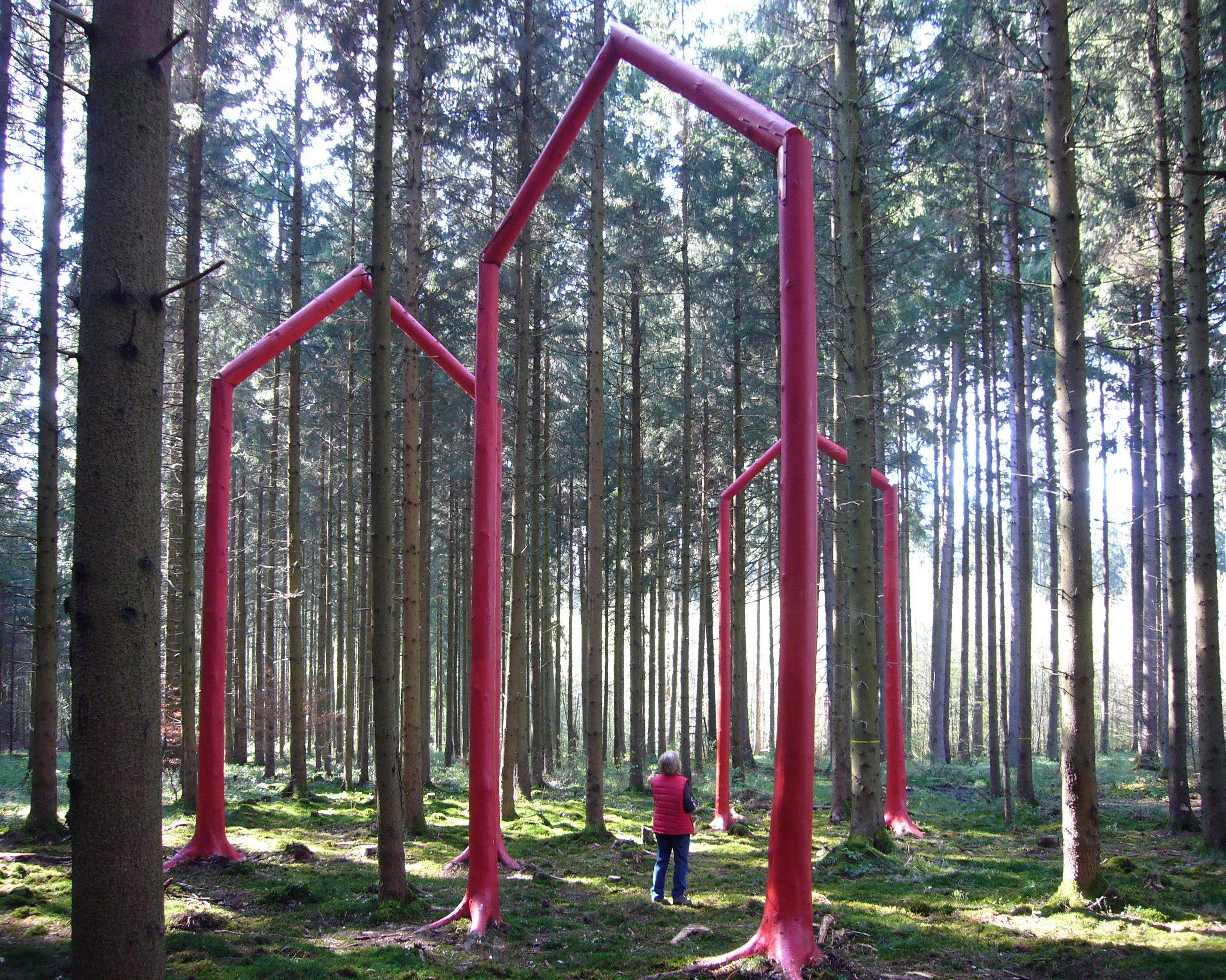
Ebersberg, Bayerische Staatsforsten, Skulpturenweg: Im Forst da wachsen die Häuser (2014)

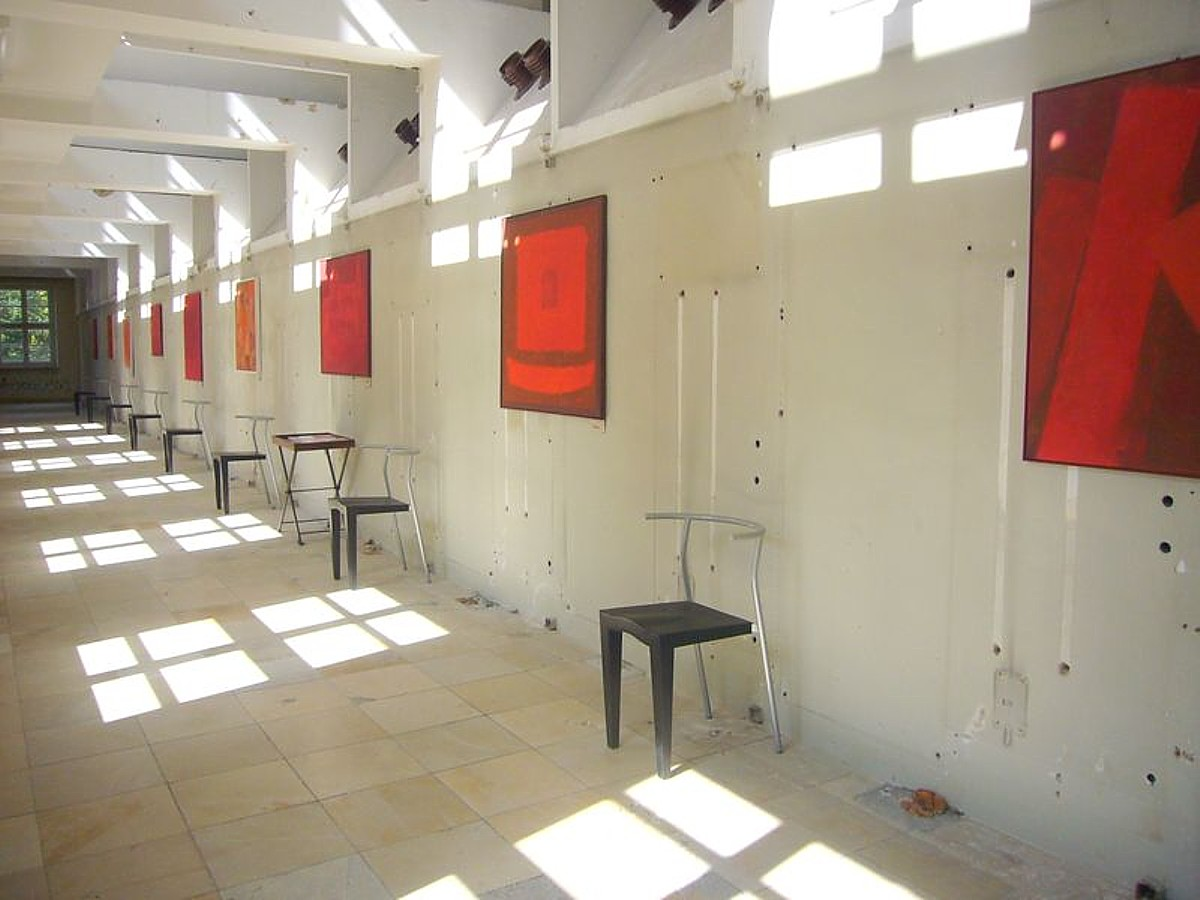
AusstellungVis-à-vis mit Rudl Endriß (2022)

- 1988: Wasserburg, Galerie im Ganserhaus, Ausstellung Künstler sehen Wasserburg.
- 1990: Seebruck, Haus des Gastes, Ausstellung Zeichenkreis Bad Endorf.
- 1994, 1999, 2000, 2001, 2002, 2003, 2004, 2007, 2009, 2010, 2012, 2014, 2015, 2018, 2019, 2022, 2023, 2024: Wasserburg, Rathaus, Große Kunstausstellung.
- 2003: München, Haus der Kunst, Jahresausstellung der Münchner Künstlergenossenschaft.
- 2004: München, Haus der Kunst, Ausstellung Hautnah der Freien Münchner und Deutschen Künstlerschaft.
- 2002, 2007, 2010: Ebersberg, Galerie Alte Brennerei, Jahresausstellung des Kunstvereins.[17]
- 2008, 2010, 2011, 2013: Traunstein, Städtische Galerie und Kunstraum Klosterkirche, Jahresausstellung des Kunstvereins.[18]
- 2012: Wasserburg, Galerie im Ganserhaus, Ausstellung Kaleidoskop der Stadtansichten.[19]
- 2013, 2014, 2015, 2016, 2017, 2018, 2019: Prien am Chiemsee, Galerie im alten Rathaus, Jahresausstellung.
- 2014: Ebersberg, Skulpturenweg St. Hubertus, Skulptur Im Forst da wachsen die Häuser.[20]
- 2015: Wasserburg, Galerie im Ganserhaus, Ausstellung Wasserburg im Porträt.[21]
- 2015: Tacherting, Kulturhaus Holzapfel, Ausstellung malerische musik impressionen & skulpturen mit Franz Wörle (Skulpturen).[22]
- 2019: Wasserburg, Gut Straß, Ausstellung Mensch und Musik mit Wilhelm Zimmer (Skulpturen).[23]
- 2022: Wasserburg, Altes Umspannwerk, Ausstellung Vis-à-vis mit Rudl Endriß (Skulpturen).[24]
- 2024: Prien, Galerie im Alten Rathaus, Ausstellung Künstlerlandschaft Chiemsee.[25]

## Veröffentlichungen

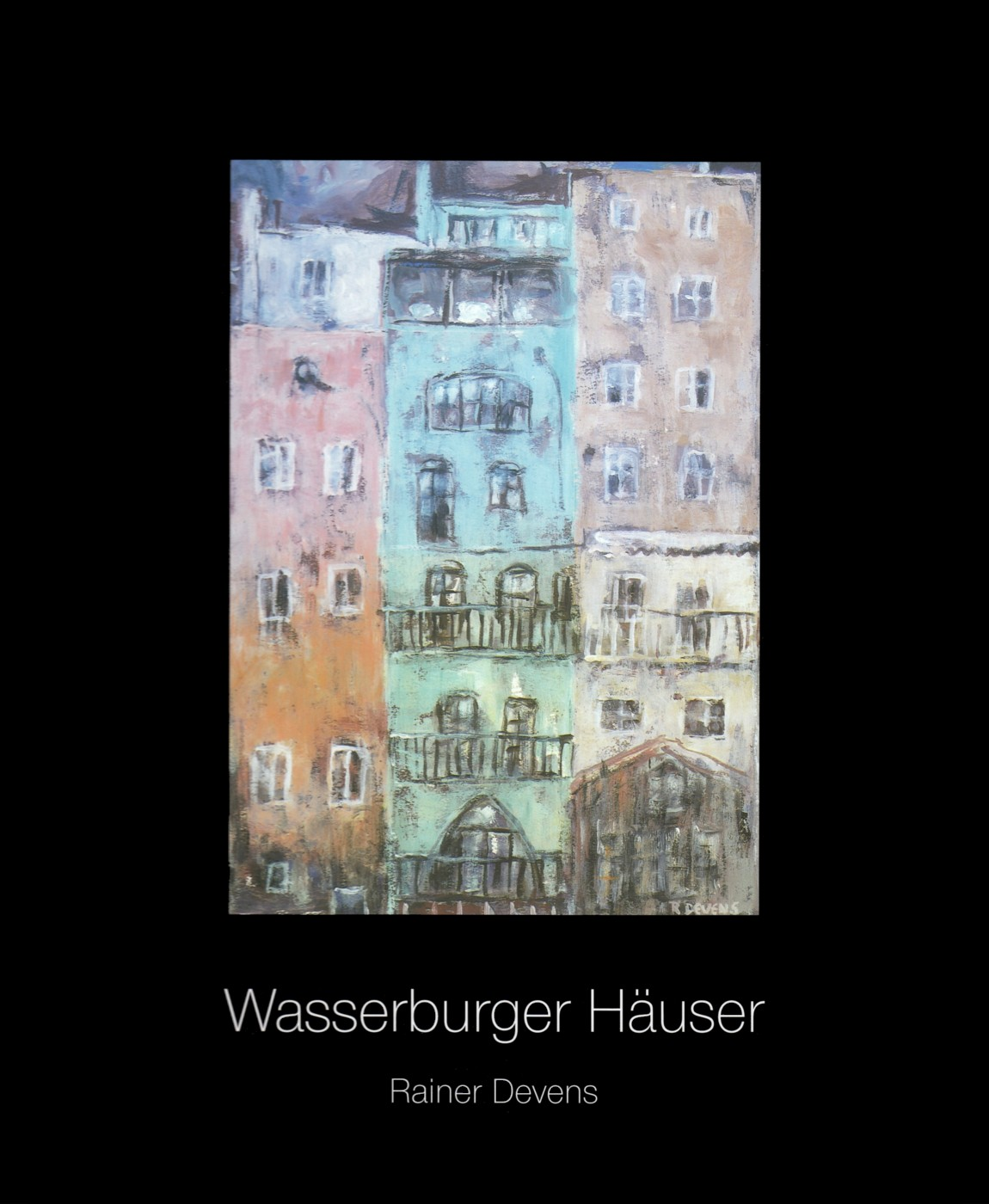
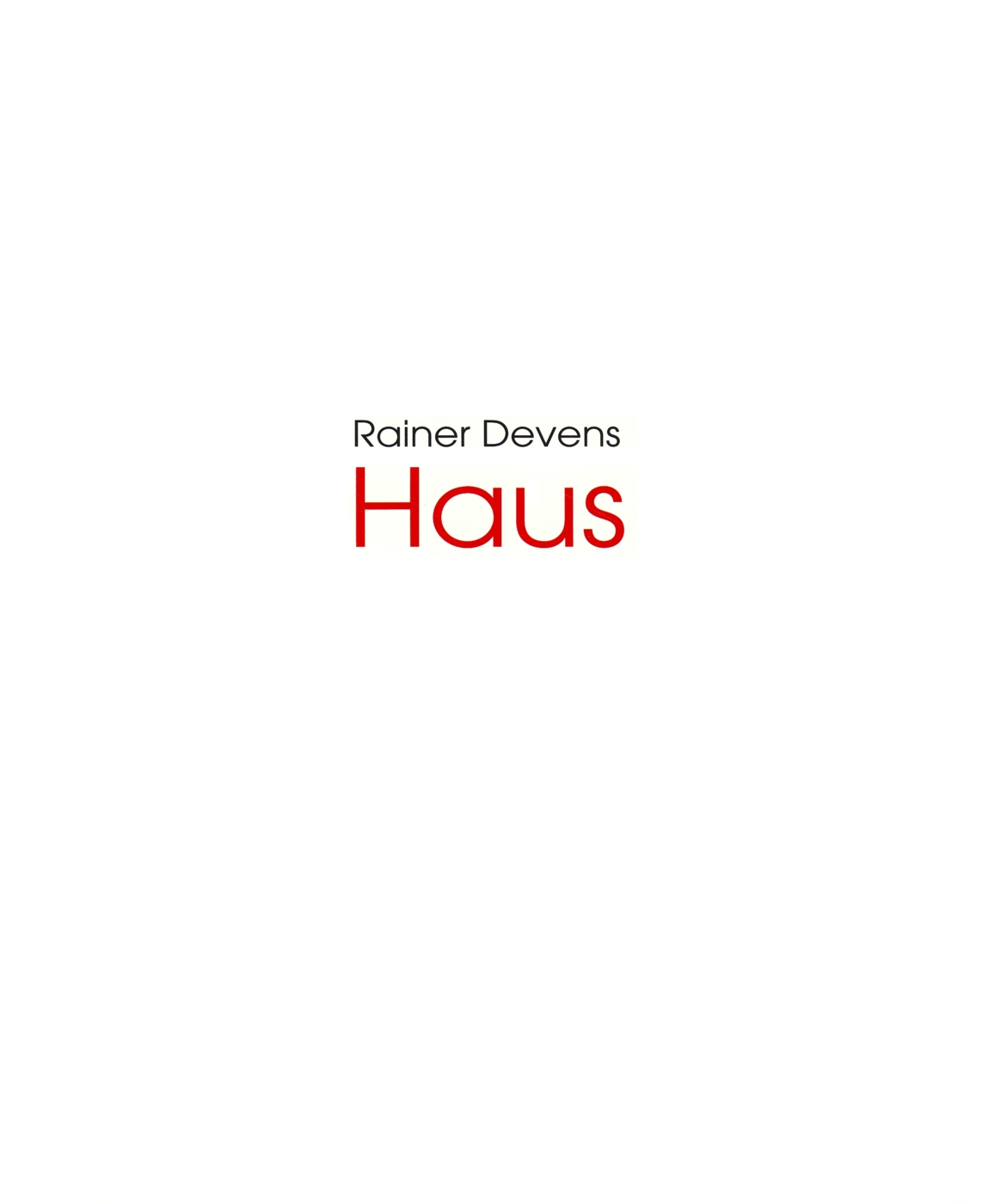
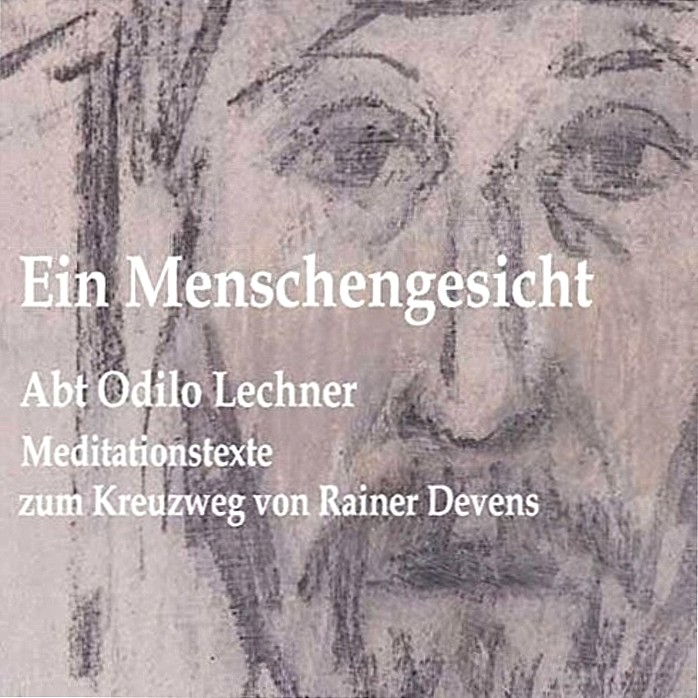
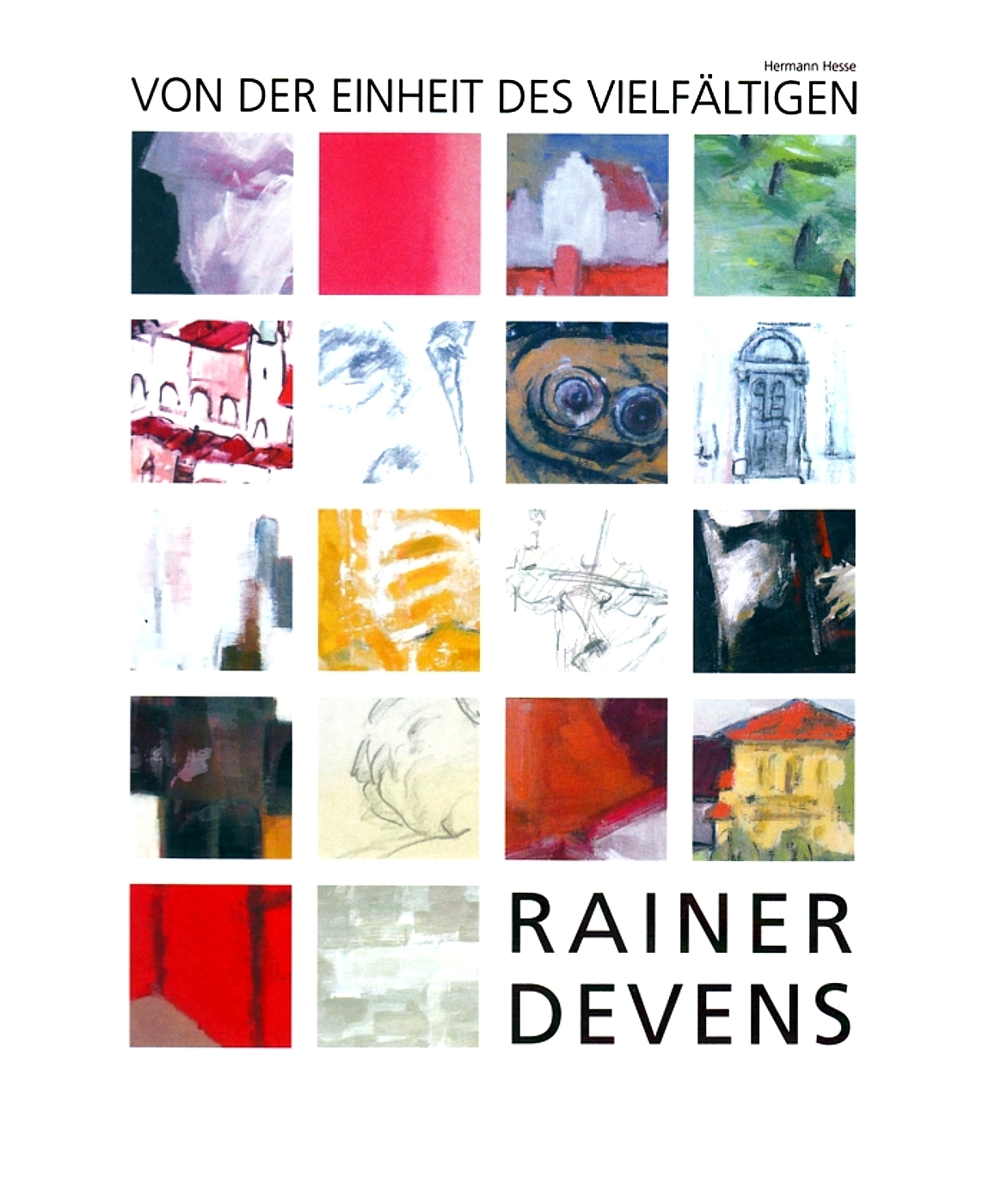
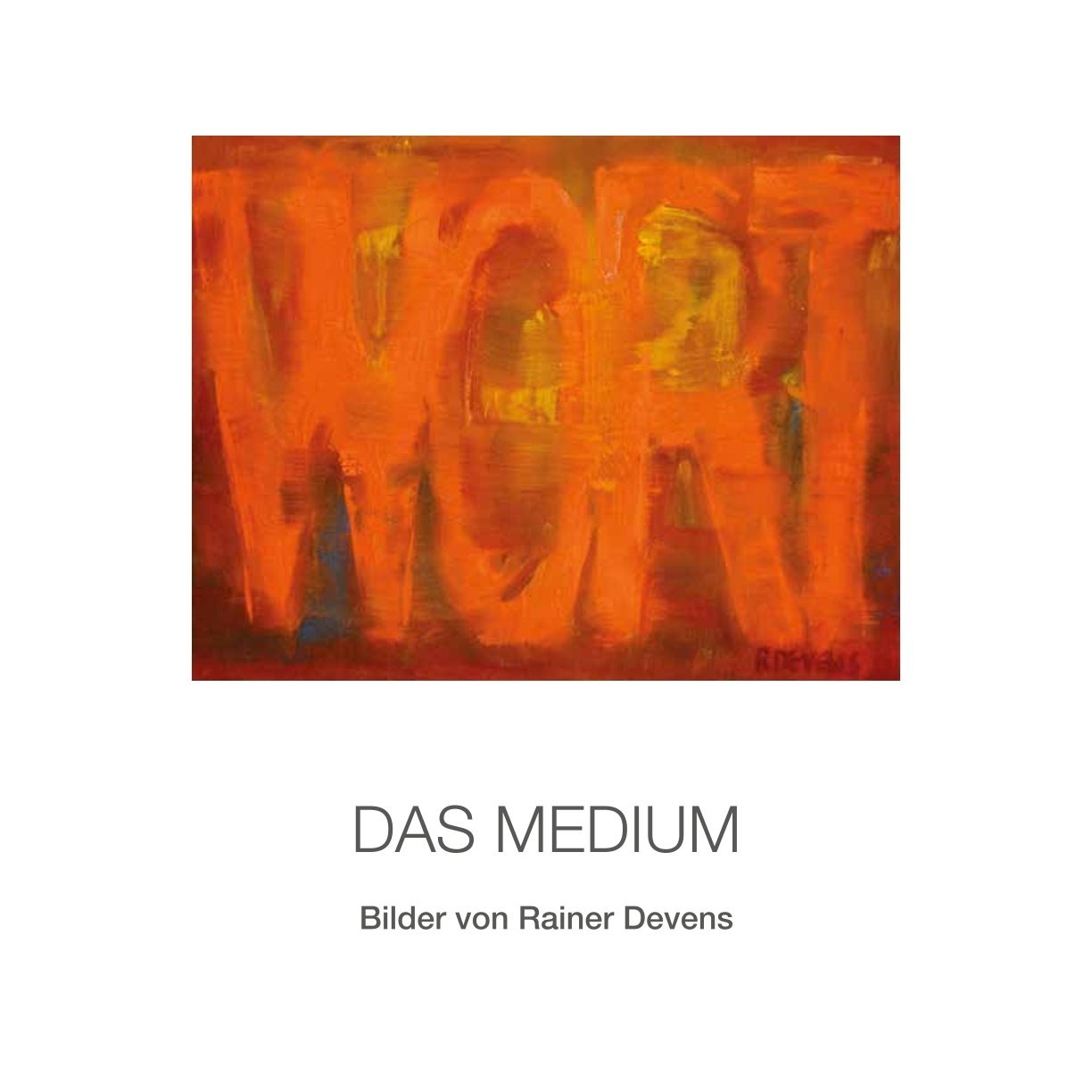
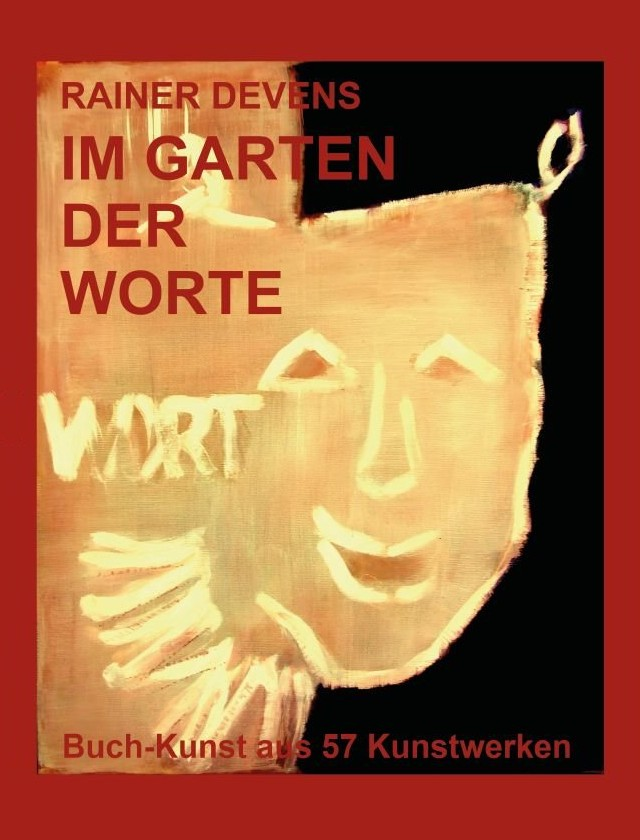

- Wasserburger Häuser. Vochezer Druck GmbH, Traunreut 2000, ISBN 3000068279.
- Haus. Erster Ort, Schutz, Wärme, Bühne, Letzter Ort. Wasserburg 2003.
- mit Odilo Lechner: Ein Menschengesicht. Kunstverlag Fink, Lindenberg 2008, ISBN 9783898704731.
- Von der Einheit des Vielfältigen. Wasserburg 2011.
- Das Medium. Wasserburg 2022.
- Im Garten der Worte. Creastro-Verlag, Wasserburg 2024, ISBN 9783939078579.